# 미제국의 몰락
미제국의 몰락(Le Declin De L'Empire Americain, The Decline Of The American Empire)은 캐나다에서 제작된 데니 아르캉 감독의 1986년 영화이다. 도미니크 미셸 등이 주연으로 출연하였고 로저 프라피에 등이 제작에 참여하였다.

## 출연

### 주연
- 도미니크 미셸
- 도로시 베르망

### 조연
- 루이스 포르탈
- 피에르 퀴르지
- 레미 지라르드
- 이브 자크

## 제작진
- 미술: 고델린 서리올
- 의상: 데니스 스페두클리스